# Padma Sachdev
Padma Sachdev (Purmandal, Principado de Jammu y Cachemira, Raj británico, 17 de abril de 1940-Bombay, 4 de agosto de 2021) fue una poetisa y novelista india.

## Biografía
Sachdev era considerada «la madre de la poesía moderna en idioma dogri», aunque también escribió obras en hindi. Publicó varias colecciones de poesía, entre las que se incluyen Meri Kavita Mere Geet (Mis poemas, mis canciones), ganadora del premio Sahitya Akademi en 1971. Recibió en 2001 el Padma Shri, la cuarta orden civil más importante de la India.
Falleció el 4 de agosto de 2021 en Bombay a los 81 años. Le sobrevivieron su esposo Surinder Singh y su hija Meeta Sachdev.

## Obras notables
- Meri Kavita Mere Geet (1969)
- Tavi Te Chanhan (1976)
- Nheriyan Galiyan (1982)
- Pota Pota Nimbal (1987)
- Uttar Vahini (1992)
- Tainthian (1997)